# Marcin Anaszewicz
Marcin Anaszewicz (ur. 20 września 1976 w Sieradzu) – politolog, prawnik, przedsiębiorca i działacz społeczny. Doktor nauk społecznych. Były wiceprezes partii politycznej Wiosna (do 2019). Członek Rady Nadzorczej Wydawnictwa Poznańskiego sp. z o.o. (od 2024). Członek Rady Narodowego Centrum Badań i Rozwoju (od 2025).  

## Życiorys

### Wykształcenie
Anaszewicz jest absolwentem Uniwersytetu Warszawskiego, gdzie ukończył studia magisterskie na Wydziale Nauk Politycznych i Studiów Międzynarodowych, a w 2007 roku uzyskał tytuł magistra nauk politycznych. Na tym samym wydziale skończył studia doktoranckie, a w 2014 roku obronił pracę doktorską i uzyskał stopień naukowy doktora nauk społecznych w zakresie nauk o polityce, specjalność – komunikowanie polityczne. W 2018 roku skończył studia magisterskie na Wydziale Prawa Uniwersytetu SWPS uzyskując tytuł magistra prawa. W 2009 roku ukończył studia z zakresu zarządzania wartością firmy w Kolegium Nauk o Przedsiębiorstwie Szkoły Głównej Handlowej. Jest absolwentem Szkoły Liderów im. Zbigniewa Pełczyńskiego.

### Działalność zawodowa

#### Działalność w sektorze przedsiębiorstw
Od 20 lat związany z sektorem przedsiębiorstw, gdzie jako członek kadry kierowniczej uczestniczył w projektach restrukturyzacyjnych, a także zajmował się procesami badawczo-rozwojowymi w zakresie nowych usług i produktów. W branży FMCG realizował projekty badawczo-rozwojowe jako doradca strategiczny spółek Pamapol S.A., WZPOW Kwidzyn, CENOS sp. z o.o. Zajmował się komunikacją marketingową jako Dyrektor Marketingu Konsumenckiego Pamapol S.A. oraz pełnił funkcję Rzecznika Prasowego Grupy Kapitałowej Pamapol. Był doradcą strategicznym w Grupie Oknoplast. 
W latach 2003–2006 był m.in. rzecznikiem prasowym oraz zastępcą dyrektora Departamentu Marketingu Korporacyjnego Poczty Polskiej. Uczestniczył w tworzeniu strategii rozwoju Poczty Polskiej oraz w opracowaniu pierwszego planu jej komercjalizacji. W latach 2022-2025 był prezesem zarządu The REV sp. z o.o., polskiego start-upu zajmującego się badaniami nad roślinnymi alternatywami dla białek pochodzenia zwierzęcego. W sektorze prywatnym brał również udział w projektach restrukturyzacyjnych i rozwojowych w branży księgarsko-wydawniczej. Pełnił funkcje Dyrektora Operacyjnego i Dyrektora Finansowego WKRA S.A., Prezesa Zarządu Dom Książki Warszawa sp. z o.o. oraz Członka Zarządu Bookhouse Cafe S.A. Od 2024 jest Członkiem Rady Nadzorczej Wydawnictwa Poznańskiego sp. z o.o..

#### Działalność w administracji samorządowej i rządowej
W latach 2001-2002 pracował w Departamencie Informacji Urzędu Marszałkowskiego w Łodzi. W latach 2002–2003 pracował w Biurze Prasowym Agencji Rynku Rolnego, gdzie odpowiadał za kontakty z mediami.  W latach 2014–2019 pracował w Urzędzie Miasta Słupska jako Dyrektor Biura Prezydenta, a następnie Dyrektor Strategiczny. Jako Dyrektor Strategiczny odpowiadał za restrukturyzację finansową i organizacyjną miasta. Jako Dyrektor Biura Prezydenta odpowiadał m.in. za politykę informacyjną, kontrolę i audyt wewnętrzny oraz nadzór właścicielski nad spółkami komunalnymi, m.in. Wodociągi Słupsk sp. z o.o., Przedsiębiorstwo Gospodarki Komunalnej sp. z o.o. oraz Miejski Zakład Komunikacji sp. z o.o.
W 2025 powołany przez Ministra Nauki i Szkolnictwa Wyższego na Członka Rady Narodowego Centrum Badań i Rozwoju (NCBR) na czteroletnią kadencję. Jest członkiem Komisji ds. strategicznych programów badań naukowych i prac rozwojowych NCBR. 14 kwietnia 2025 został wybrany na Przewodniczącego Zespołu ds. komitetów sterujących programów strategicznych NCBR. W czerwcu 2025 został powołany na stanowisko zastępcy dyrektora Centralnego Ośrodka Informatyki.

### Działalność polityczna
W 2011 roku poprowadził zwycięską kampanię wyborczą Roberta Biedronia do Sejmu, a w 2014 roku na urząd prezydenta miasta Słupska. W 2017 roku tygodnik Newsweek pisał, że w urzędzie miasta o Anaszewiczu mówiono „nadprezydent”. Jak relacjonowały media Anaszewicz miał również duży wpływ na kampanię wyborczą następczyni Biedronia w Słupsku – Krystyny Danileckiej-Wojewódzkiej.

#### Unia Pracy
W latach 90. był członkiem partii politycznej Unia Pracy oraz stowarzyszenia Federacja Młodych Unii Pracy. W 1997 roku był najmłodszym kandydatem do Sejmu. 21 lat skończył 20 września – dokładnie w przeddzień wyborów. W 1998 roku wraz z grupą dziewięciu polityków, w tym Ryszardem Bugajem i Piotrem Marciniakiem, odszedł z Unii Pracy. Potem dołączył do Sojuszu Lewicy Demokratycznej.

#### Wiosna
Był wiceprezesem Wiosny. Został szefem sztabu wyborczego w wyborach do Parlamentu Europejskiego. Jako ekspert Wiosny ds. restrukturyzacji państwa stworzył program partii w części dotyczącej planu odpartyjnienia państwa i sprawnej administracji. Był zwolennikiem samodzielnego startu Wiosny w wyborcach do Parlamentu Europejskiego i krytykiem koncepcji jednej listy wyborczej: „Idziemy samodzielnie. Uważamy, że to jest najskuteczniejsza strategia odsunięcia PiS od władzy, a po drugie, zbyt wiele nas programowo różni, żeby stawać razem w jednym szeregu z Grzegorzem Schetyną, Romanem Giertychem i innymi konserwatywnymi politykami PO”.
W 2019 roku startował z listy Wiosny w wyborach do Parlamentu Europejskiego w województwie kujawsko-pomorskim z numerem 2. Nie uzyskał mandatu europosła. W 2019 roku zrezygnował w funkcji wiceprezesa Wiosny oraz ze startu w wyborach do Sejmu, wystąpił z partii i na stałe wycofał się z polityki. Wyjaśnił, że jego decyzja spowodowana była niezadowoleniem z drogi i strategii, jakie obrało ugrupowanie – w tym z pomysłów startu na listach innych ugrupowań czy utworzenia wspólnego klubu parlamentarnego wraz z Lewicą Razem i Sojuszem Lewicy Demokratycznej.

### Działalność społeczna
Był prezesem zarządu Instytutu Myśli Demokratycznej, think tanku powiązanego z Wiosną.

#### Prawa kobiet
Organizuje w Polsce kampanie w ramach 16 Dni przeciwko Przemocy wobec Kobiet, od 2016 roku wraz z Sylwią Spurek. W 2020 roku został laureatem XI edycji konkursu „Białej Wstążki”, nagrody przyznawanej przez Centrum Praw Kobiet i Fundację Jolanty Kwaśniewskiej „Porozumienie Bez Barier” mężczyznom, którzy działają na rzecz praw kobiet. W latach 2022-2025 był członkiem zarządu European FEM Institute.  
Jest pomysłodawcą książki „Nasza Konwencja” [wydanie I (2021) i wydanie II (2023)]. Jest także pomysłodawcą badań nad zjawiskiem cyberprzemocy wobec kobiet w Polsce oraz raportu, który powstał na ich podstawie w 2024 roku.

#### Prawa zwierząt
W latach 2014-2025 był prezesem Zarządu Green REV Institute, którego jest fundatorem. Zasiada w radzie eksperckiej European Vegan Summit. 
Anaszewicz jest pomysłodawcą książki "Smród, krew i łzy. Włącz myślenie, bądź zmianą” (2022).
Film dokumentalny w reż. Anaszewicza “Katastrofa na talerzu”, w ramach Paribas Green Film Festival 2024 nominowany został w kategorii - najlepszy film polski, a zwyciężył w kategorii - najlepszy film dokumentalny krótkometrażowy.

## Życie prywatne
27 czerwca 2020 ożenił się z Sylwią Spurek, z którą jest związany od 2001. Anaszewicz i Spurek wzięli ślub, bojąc się o swoją sytuację prawną podczas pandemii COVID-19. 

## Publikacje

### Książki
- Komunikowanie rządowe w Polsce. Perspektywa instytucjonalna (2015)[33].
- Sprawiedliwość dla zwierząt. O wszystkich ofiarach przemocy domowej (2017), wraz z Sylwią Spurek[45].
- Związek Partnerski, rozmowy o Polsce (2019), wraz z Sylwią Spurek[46].

### Artykuły
- To, co stało się na ostatnim szczycie UE, to porażka i Rady, i Komisji Europejskiej (2020), wraz z Sylwią Spurek[47].
- Wegańska Polska już w 2040 roku? (2021), wraz z Sylwią Spurek[48].
- Nie chcemy, aby nowa lewica kojarzyła się z kiełbasą i kaszanką (2023), wraz z Sylwią Spurek[49].
- Żywność to sprawa zdrowia, a nie resortu rolnictwa. Spurek i Anaszewicz: jak nie mordować zwierząt (2023), wraz z Sylwią Spurek[50].
- Instytucje europejskie dyskutują o definicji gwałtu (2024), wraz z Sylwią Spurek i Barbarą Wołk[51].